# Judgment Day (2006)
Judgment Day (2006) – ósma gala wrestlingowa Judgment Day federacji WWE wydana w systemie Pay-Per-View. Odbyła się 21 maja 2006 w hali US Airways Center w mieście Phoenix w stanie Arizona. Na gali odbywały się walki zawodników z brandu SmackDown!
W walce wieczoru gali Rey Mysterio pokonał Johna „Bradshawa” Layfielda, przypinając go po Frog Splashu, i obronił World Heavyweight Championship. Drugim z ważniejszych meczów był mecz Bobby’ego Lashleya z Bookerem T w finale turnieju King of the Ring 2006, który wygrał Booker po interwencji Finlaya. W kolejnym z ważniejszych meczów Mark Henry pokonał Kurta Angle po wyliczeniu pozaringowym tego drugiego.

## Wyniki
| #    | Rezultaty                                                                              | Stypulacja                                     | Czas  |
| ---- | -------------------------------------------------------------------------------------- | ---------------------------------------------- | ----- |
| Dark | Matt Hardy pokonał Simona Deana                                                        | Singles match                                  | n/a   |
| 1    | Paul London i Brian Kendrick pokonali MNM (Joey Mercury i Johnny Nitro) (c) (z Meliną) | Tag team match o WWE Tag Team Championship     | 13:43 |
| 2    | Chris Benoit pokonał Finlaya                                                           | Singles match                                  | 21:10 |
| 3    | Jillian Hall pokonała Melinę                                                           | Singles match                                  | 04:18 |
| 4    | Gregory Helms (c) pokonał Super Crazy                                                  | Singles match o WWE Cruiserweight Championship | 09:55 |
| 5    | Mark Henry pokonał Kurta Angle                                                         | Singles match                                  | 09:11 |
| 6    | Booker T (z Sharmell) pokonał Bobby’ego Lashley                                        | finał turnieju King of the Ring 2006           | 09:15 |
| 7    | The Great Khali (z Daivarim) pokonał The Undertakera                                   | Singles match                                  | 08:31 |
| 8    | Rey Mysterio (c) pokonał Johna „Bradshawa” Layfielda                                   | Singles match o World Heavyweight Championship | 15:56 |